# بورت جيرفيس
بورت جيرفيس (نيويورك) (بالإنجليزية: Port Jervis, New York)‏ هي مدينة تقع في مقاطعة أورانج بولاية نيويورك يقدر عدد سكانها بـ 8,828 نسمة ومساحتها 7 كم2 وترتفع عن سطح البحر 122 متر.

## التركيبة السكانية
حدّد مكتب تعداد الولايات المتحدة بيانات التركيبة السكانية لبورت جيرفيس في تعداد الولايات المتحدة. في ما يلي، التركيبة السكانية حسب تعدادي 2000 و2010.

### تعداد عام 2000
بلغ عدد سكان بورت جيرفيس 8,860 نسمة بحسب تعداد عام 2000، وبلغ عدد الأسر 3,533 أسرة وعدد العائلات 2,160 عائلة مقيمة في المدينة. في حين سجلت الكثافة السكانية 1,265.7 نسمة لكل كيلومتر مربع (3,278.1/ميل2). وبلغ عدد الوحدات السكنية 3,851 وحدة بمتوسط كثافة قدره 550.1 لكل كيلومتر مربع (1,424.8/ميل2).
وتوزع التركيب العرقي للمدينة بنسبة 89.80% من البيض و4.50% من الأمريكيين الأفارقة و0.59% من الأمريكيين الأصليين و0.64% من الأمريكيين ذوي الأصول الآسيوية و0.02% من سكان جزر المحيط الهادئ و2.19% من الأعراق الأخرى و2.26% من عرقين مختلطين أو أكثر و7.45% من الهسبانيون أو اللاتينيون من أي عرق.
بلغ عدد الأسر 3,533 أسرة كانت نسبة 35.2% منها لديها أطفال تحت سن الثامنة عشر تعيش معهم، وبلغت نسبة الأزواج القاطنين مع بعضهم البعض 39.9% من أصل المجموع الكلي للأسر، ونسبة 15.6% من الأسر كان لديها معيلات من الإناث دون وجود شريك، بينما كانت نسبة 5.6% من الأسر لديها معيلون من الذكور دون وجود شريكة وكانت نسبة 38.9% من غير العائلات. تألفت نسبة 32.6% من أصل جميع الأسر من عدة أفراد يعيشون في نفس المنزل ونسبة 15.1% كانت تتألف من شخص يعيش بمفرده يبلغ من العمر 65 عاماً أو أكثر. وبلغ متوسط حجم الأسرة المعيشية 2.48، أما متوسط حجم العائلات فبلغ 3.15.
بلغ العمر الوسطي للسكان 35.6 عاماً. وكانت نسبة 27.8% من القاطنين تحت سن الثامنة عشر، وكانت نسبة 8.4% بين الثامنة عشر والرابعة والعشرين عاماً، ونسبة 28.2% كانت واقعةً في الفئة العمرية ما بين الخامسة والعشرين والرابعة والأربعين عاماً، ونسبة 20% كانت ما بين الخامسة والأربعين والرابعة والستين، ونسبة 14.7% كانت ضمن فئة الخامسة والستين عاماً فما فوق. يوجد لكل 100 أنثى 92.2 ذكر، ويوجد لكل 100 أنثى في الثامنة عشر من عمرها فما فوق 86.9 ذكر.
بلغ متوسط دخل الأسرة في المدينة 30,241 دولارًا، أما متوسط دخل العائلة فبلغ 35,481 دولارًا. وكان متوسط دخل الذكور 31,851 دولارًا مقابل 22,274 دولارًا للإناث. وسجل دخل الفرد الخاص بالمدينة 16,525 دولارًا. وكانت نسبة 14.2% من العائلات ونسبة 17.5% من السكان تحت خط الفقر، وكان من هؤلاء نسبة 25.5% تحت سن الثامنة عشر ونسبة 10.3% في الخامسة والستين من العمر وما فوق.

## معرض صور

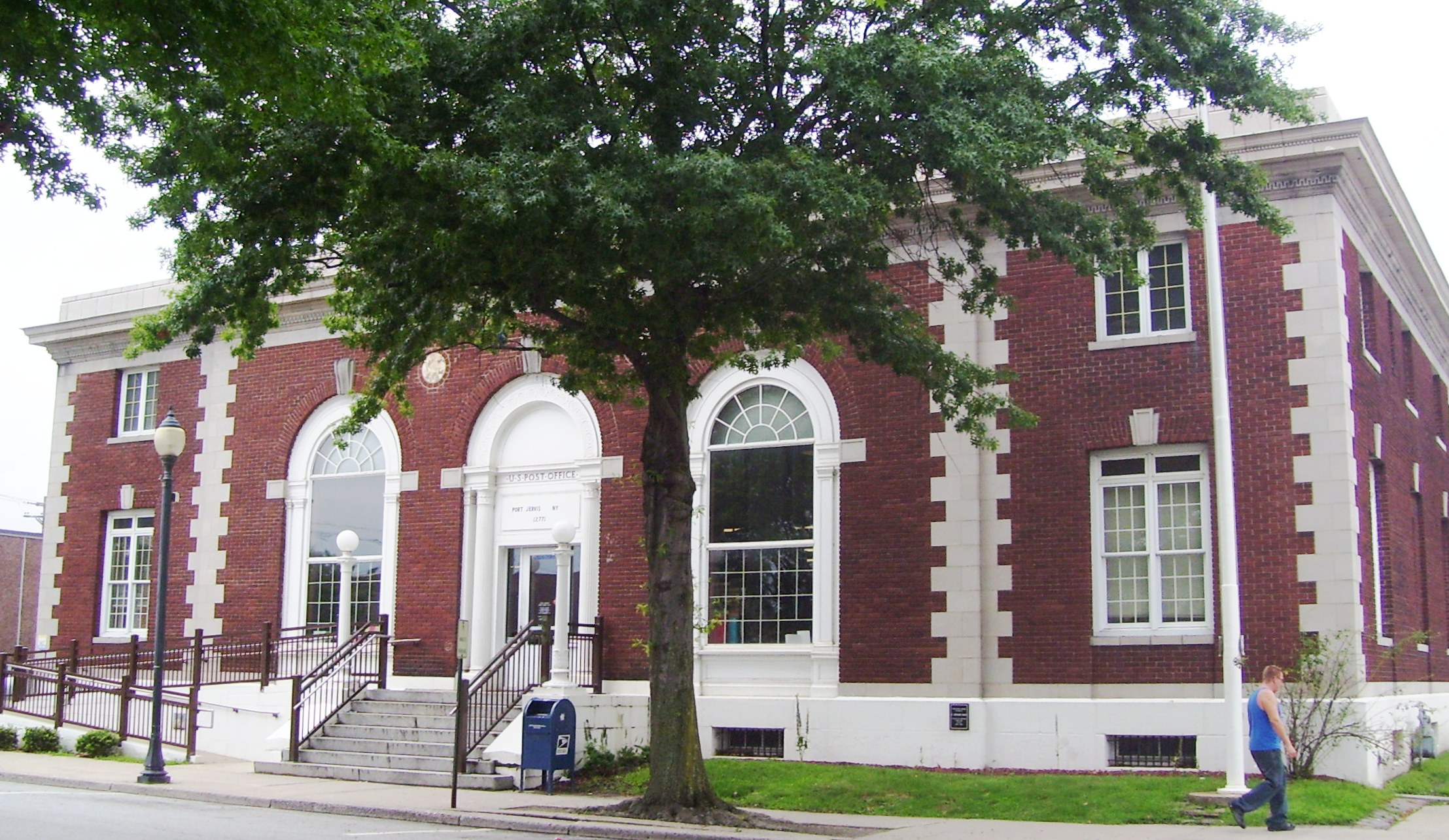
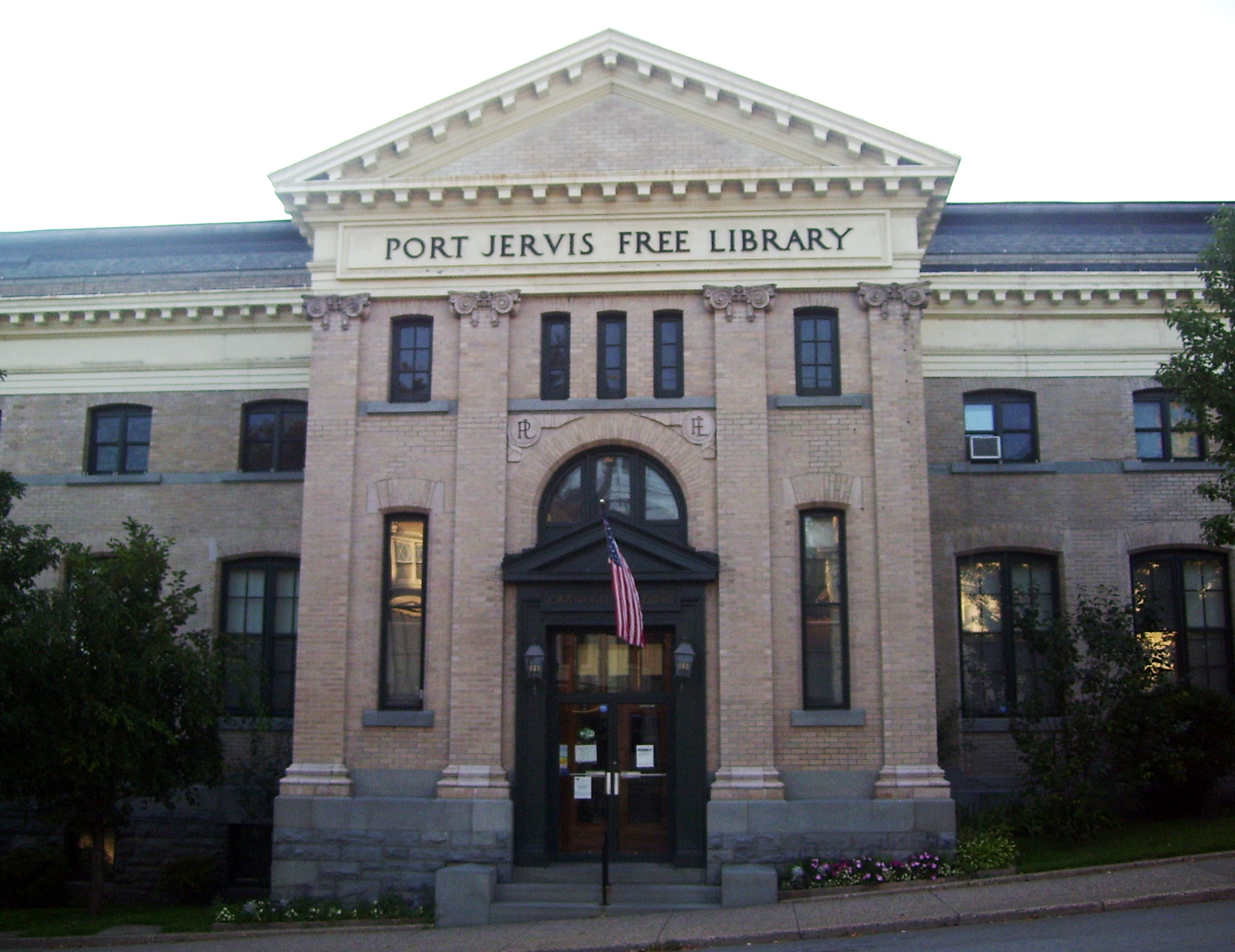
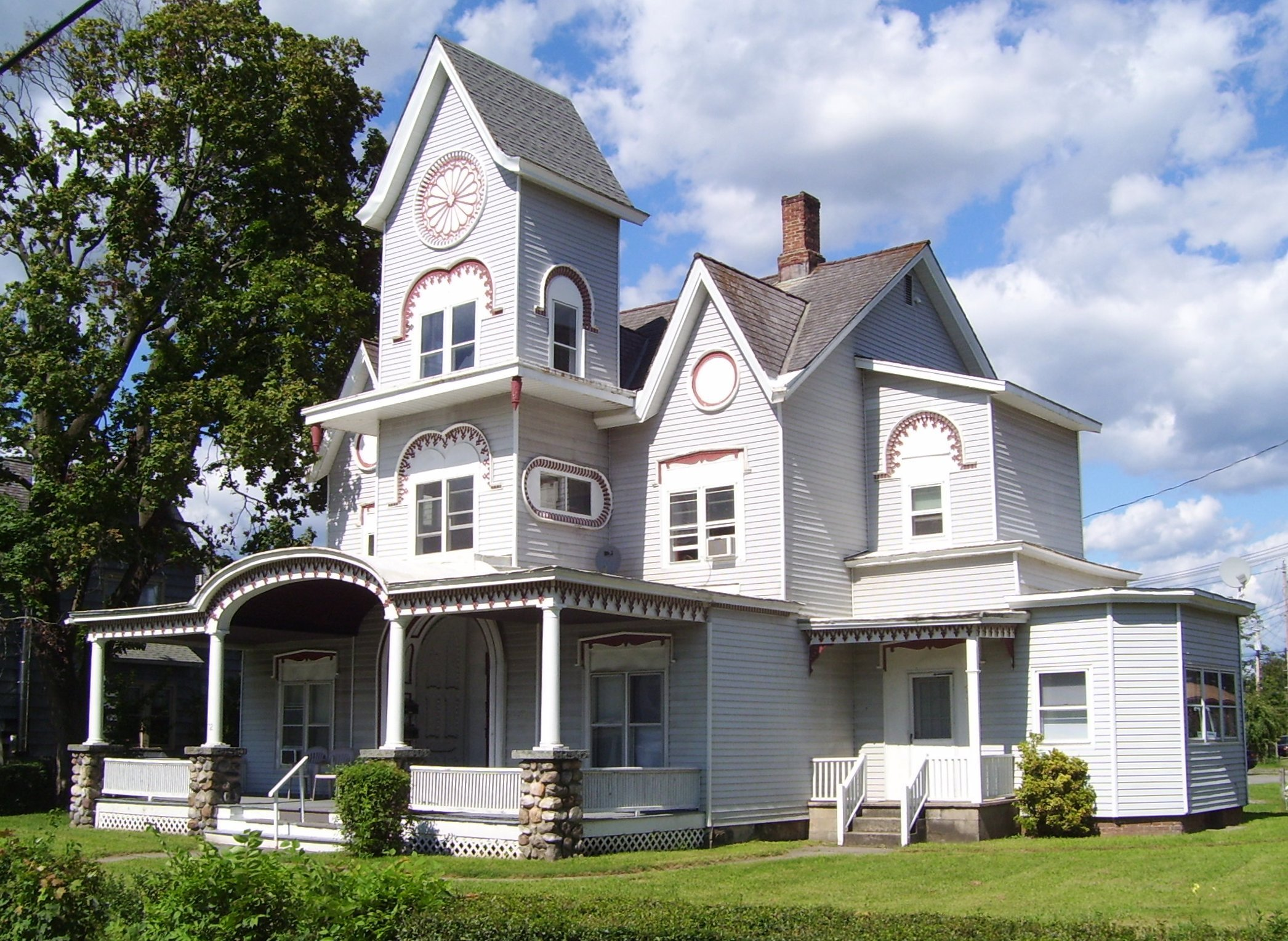
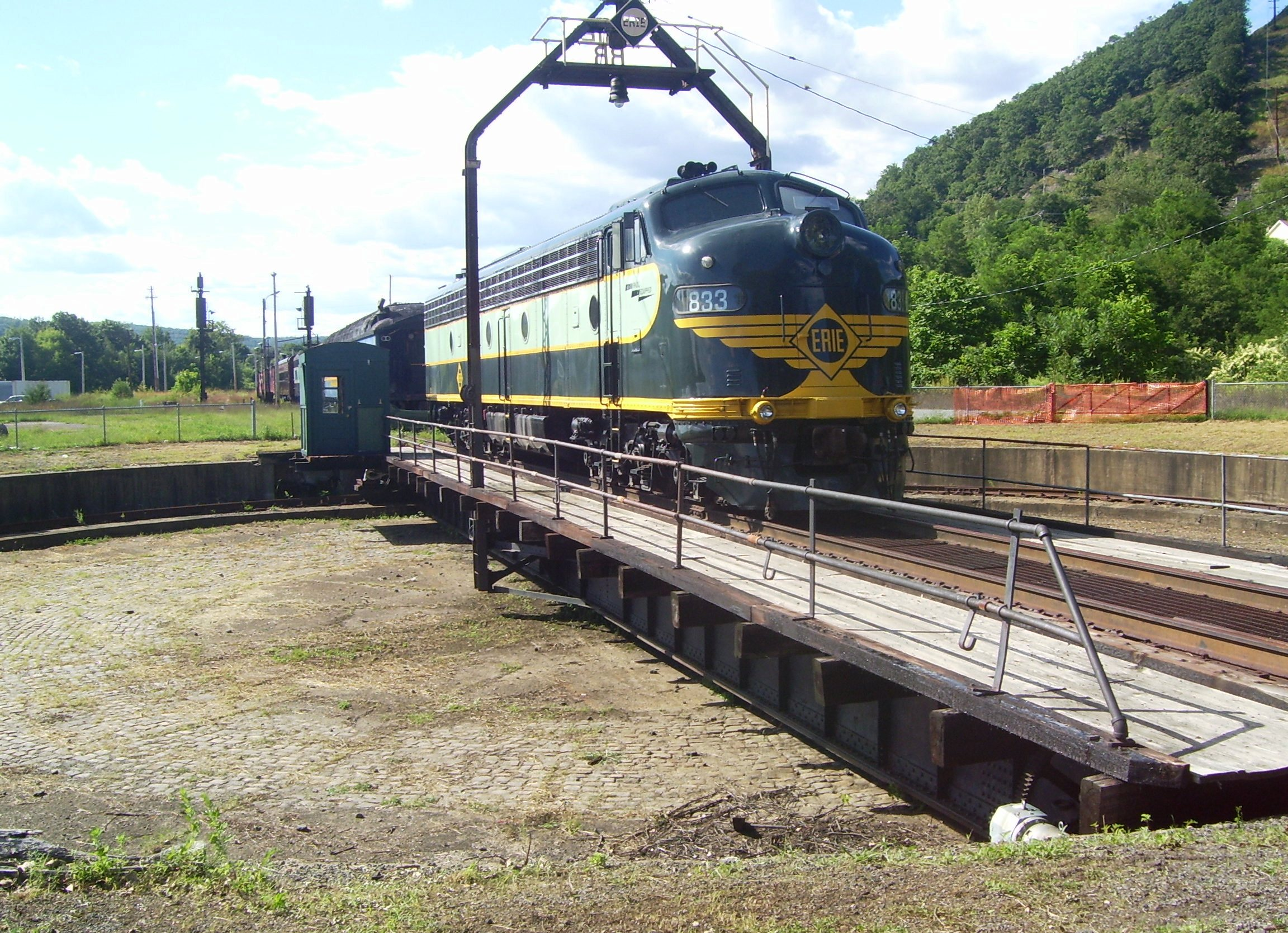
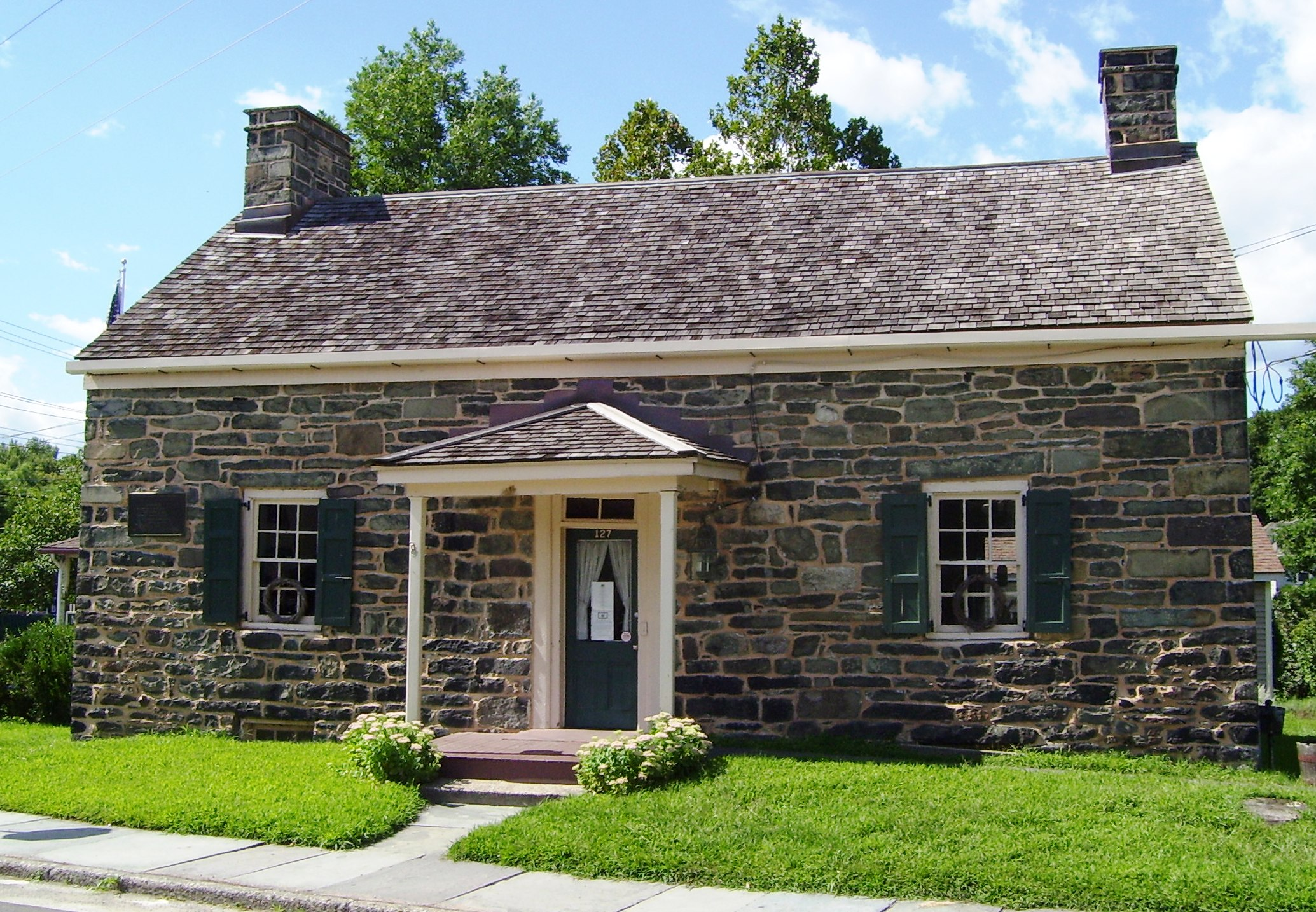

### تعداد عام 2010
بلغ عدد سكان بورت جيرفيس 8,828 نسمة بحسب تعداد عام 2010، وبلغ عدد الأسر 3,570 أسرة وعدد العائلات 2,080 عائلة مقيمة في المدينة. في حين سجلت الكثافة السكانية 1,261.1 نسمة لكل كيلومتر مربع (3,266.2/ميل2). وبلغ عدد الوحدات السكنية 3,957 وحدة بمتوسط كثافة قدره 565.3 لكل كيلومتر مربع (1,464.1/ميل2).
وتوزع التركيب العرقي للمدينة بنسبة 82.20% من البيض و7.41% من الأمريكيين الأفارقة و0.75% من الأمريكيين الأصليين و1.33% من الأمريكيين ذوي الأصول الآسيوية و0.01% من سكان جزر المحيط الهادئ و3.50% من الأعراق الأخرى و4.80% من عرقين مختلطين أو أكثر و11.94% من الهسبانيون أو اللاتينيون من أي عرق.
بلغ عدد الأسر 3,570 أسرة كانت نسبة 31.8% منها لديها أطفال تحت سن الثامنة عشر تعيش معهم، وبلغت نسبة الأزواج القاطنين مع بعضهم البعض 35.6% من أصل المجموع الكلي للأسر، ونسبة 16.5% من الأسر كان لديها معيلات من الإناث دون وجود شريك، بينما كانت نسبة 6.2% من الأسر لديها معيلون من الذكور دون وجود شريكة وكانت نسبة 41.7% من غير العائلات. تألفت نسبة 33.7% من أصل جميع الأسر من عدة أفراد يعيشون في نفس المنزل ونسبة 14.9% كانت تتألف من شخص يعيش بمفرده يبلغ من العمر 65 عاماً أو أكثر. وبلغ متوسط حجم الأسرة المعيشية 2.45، أما متوسط حجم العائلات فبلغ 3.15.
بلغ العمر الوسطي للسكان 37.3 عاماً. وكانت نسبة 25.3% من القاطنين تحت سن الثامنة عشر، وكانت نسبة 9.5% بين الثامنة عشر والرابعة والعشرين عاماً، ونسبة 25.4% كانت واقعةً في الفئة العمرية ما بين الخامسة والعشرين والرابعة والأربعين عاماً، ونسبة 25.4% كانت ما بين الخامسة والأربعين والرابعة والستين، ونسبة 14.4% كانت ضمن فئة الخامسة والستين عاماً فما فوق. وتوزع التركيب الجنسي للسكان بنسبة 48.2% ذكور و51.8% إناث.

## أعلام
- إي. آرثر غراي
- بوكي هاريس
- تشارلز فان إنغر
- ألفين ينغ
- جيم كونور
- تشارلز سانت جون
- فرنسيس مارفن